# Танка црвена линија (филм из 1998)
Танка црвена линија (енгл. The Thin Red Line) је амерички ратни филм из 1998. године, редитеља Теренса Малика. Филм је адаптација истоимене аутобиографије Џејмса Џоунса о његовим искуствима из Другог светског рата.

## Радња филма
Година је 1942., јапанске непријатељске војне снаге држе острво Гвадалканал. Војник Вит бежи од војске и сакрива се код Меланезијских домородаца на острву у Јужном Пацифику. Међутим, убрзо га откривају и регрутују. Његов одред добија необичан задатак од велике важности за даљи ток рата.
Америчка војска под сваку цену жели да га врати како би зауставила напредовање непријатеља према Пацифику. Јединица америчких војника  добија тај задатак. Да би га извршили, најпре морају уклонити непријатељски бункер који се налази на брду, а тек потом се пробити у унутрашњост. О исходу те битке зависи пуно тога ... 
Док се војници спремају за покрет пратимо њихове животе и лична размишљања о рату. Сваки од чланова одреда има свој разлог за борбу, неки се боре за славу, неки за демократију, а неки само да би преживели.

## Улоге
| Глумац        | Улога           |
| ------------- | --------------- |
| Шон Пен       | Едвард Велш     |
| Адријен Броди | Џефри Фајф      |
| Џејмс Кавизел | Роберт          |
| Бен Чаплин    | Џон Бел         |
| Џорџ Клуни    | Чарлса Боске    |
| Џон Кјузак    | Џон Гаф         |
| Вуди Харелсон | водник Кек      |
| Елијас Котеас | Џејмс Старос    |
| Ник Нолти     | поручник Гордон |
| Џон К. Рајли  | водник Сторм    |
| Џон Траволта  | Генерал         |
| Џаред Лето    | Вајт            |

## Награде и номинације
- Филм је номинован за награду Оскар у следећим категоријама: најбољи филм, режију, сценарио, фотографију, монтажу, музику и звук.
- На Берлинском Филмском фестивалу Теренс Малик је добио Златног Медведа.[1]